# Traumatologie routière
 (octobre 2012).
Si vous disposez d'ouvrages ou d'articles de référence ou si vous connaissez des sites web de qualité traitant du thème abordé ici, merci de compléter l'article en donnant les références utiles à sa vérifiabilité et en les liant à la section « Notes et références ».

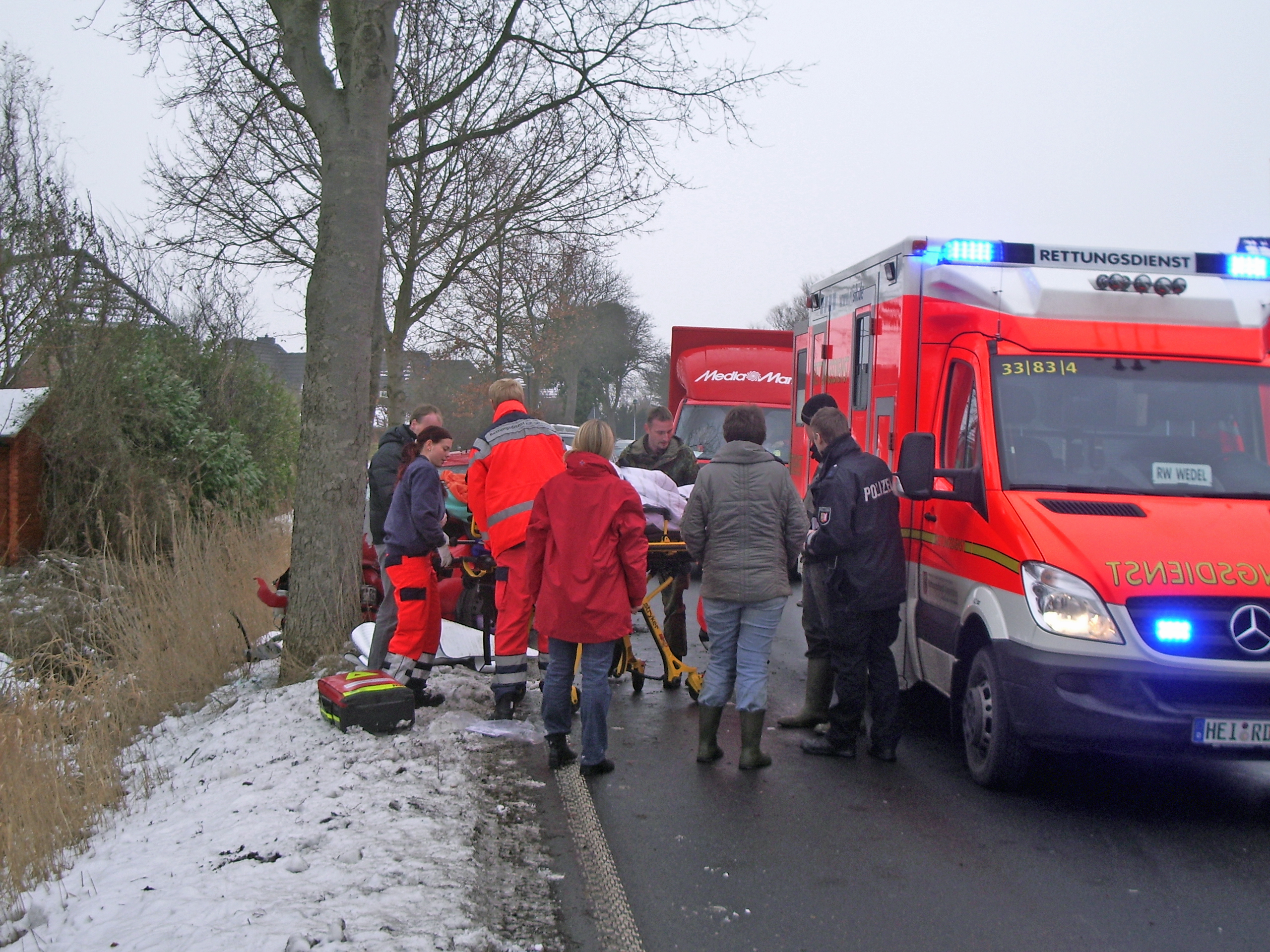
Accident de la route en Allemagne

La traumatologie routière est l'étude des traumatismes physiques résultant des accidents de la route. Dans de nombreux cas, notamment les accidents survenus à grande vitesse ou ceux impliquant des piétons ou deux-roues, les victimes souffrent de nombreux traumatismes.

## Vocabulaire
- Incarcéré : la victime est dite « incarcérée » dans un véhicule si la déformation du véhicule cause elle-même une blessure (par exemple : membres inférieurs comprimés par l'avancée du tableau de bord)[1] ;
- piégé : une victime est dite « piégée » dans un véhicule si la déformation du véhicule l'empêche de sortir, sans que cela lui cause de traumatisme (par exemple : portière bloquée)[2] ;
- polyblessé : personne présentant plusieurs blessures, dont aucune ne met en danger le pronostic vital ;
- polyfracturé : personne présentant plusieurs fractures, dont aucune ne met en danger le pronostic vital ;
- polytraumatisé : personne présentant plusieurs traumatismes dont au moins un met en danger le pronostic vital[3].

## Mécanisme des traumatismes
Le mécanisme de l'accident conditionne le type d'atteinte.

### Piéton ou deux-roues renversé

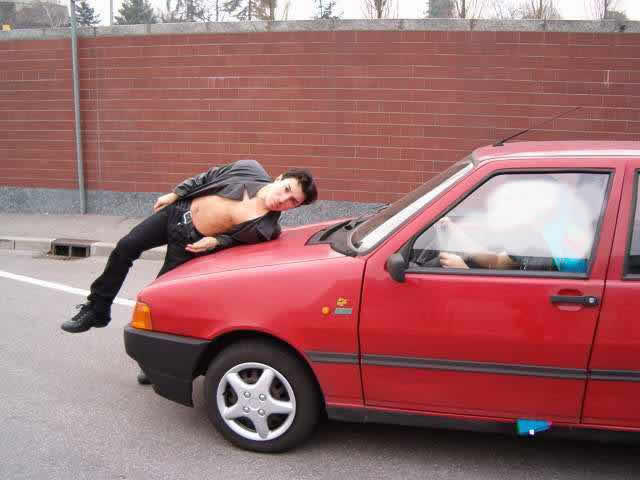
Simulation d'un accident entre un véhicule et un piéton

Un piéton ou un deux-roues renversé par un véhicule peut présenter deux sources de traumatismes :
- traumatismes primaires : ce sont les traumatismes dus au choc entre le piéton (ou le passager du deux-roues) et le véhicule ;
- traumatismes secondaires : le piéton (ou le passager du deux-roues) est projeté, et le choc sur le sol provoque des traumatismes dits secondaires.

Les dégâts sont en général d'autant plus importants que le véhicule est rapide et massif, dans l'ordre : bicyclette, vélomoteur (scooter), motocyclette, voiture de tourisme, véhicule utilitaire (camionnette), poids-lourd (camion).
Dans le cas d'un accident piéton contre voiture de tourisme, le mécanisme de l'accident va dépendre de la taille du piéton et de la vitesse du véhicule :
- piéton de petite taille (enfant, ou adulte contre 4×4) : le choc initial touche le haut du corps (torse, tête) et le piéton est projeté vers l'avant ;
- piéton de grande taille (adulte contre voiture non rehaussée) : le choc initial touche le bas du corps (membres inférieurs),
  - voiture roulant à allure modérée : le piéton est projeté vers l'avant ;
  - voiture roulant à vive allure : le piéton est fauché, il bascule sur le capot puis est projeté.

### Deux-roues seul
N'étant pas intrinsèquement stable, un deux-roues peut chuter seul (défaut de la route, perte d'adhérence, manœuvre d'évitement d'un obstacle ou d'un véhicule, malaise). On s'attend bien sûr aux traumatismes habituels des chutes de faible hauteur (en premier lieu le « cisaillement intra-cérébral »), amplifiés par la vitesse, auxquels viennent s'ajouter les traumatismes résultant de la percussion de l'engin (par exemple le guidon qui percute l'abdomen ou le cou) ou de l'écrasement par l'engin.
On peut aussi avoir des traumatismes des pieds si ceux-ci touchent le sol lorsque l'engin roule. Dans le cas d'un passager sur le porte-bagages d'un vélo, les pieds peuvent se prendre dans la roue arrière.
Enfin, la chute d'un deux-roues motorisé peut entraîner une glissade qui peut occasionner des plaies et brûlures par frottement, et se terminer par un choc contre un obstacle (trottoir, véhicule, rambarde de sécurité...).

### Choc avant d'une voiture ou d'un poids-lourd
Lorsqu'une voiture ou un poids-lourd subit un choc avant, il faut considérer deux situations : le passager porte ou ne porte pas la ceinture.
Les traumatismes décrits ci-après dépendent bien sûr de nombreux paramètres dont la vitesse au moment du choc, et ne surviennent pas tous systématiquement.

#### Le passager ne porte pas la ceinture
Lors du choc, l'occupant est projeté violemment vers l'avant :
- ses genoux rencontrent le tableau de bord ou le siège de devant, provoquant des plaies aux genoux ainsi que potentiellement des fractures du fémur (« éclatement » en compression) ;
- les genoux étant en butée, l'occupant bascule vers l'avant ; s'il s'agit du conducteur, son thorax vient percuter le volant (ou alors le coussin gonflable de sécurité (Airbag) dont la toile se tend à une vitesse de 300 km/h), provoquant un traumatisme thoracique ;
- sa tête heurte le pare-brise (conducteur ou passager avant) ou bien le siège avant, provoquant des plaies à la face, un traumatisme crânien et un traumatisme des vertèbres cervicales ; s'il s'agit d'un pare-brise non feuilleté (anciens modèles), la tête peut traverser le pare-brise, les bris de verre provoquant de multiples blessures, notamment au cou ;
- la décélération au moment du choc, si elle est importante, peut provoquer une rupture ou une désinsertion des organes internes ;
- dans le cas du passager arrière, la percussion du siège avant va provoquer des traumatismes sur l'occupant de ce siège, notamment au niveau de la colonne vertébrale ;
- la personne peut subir d'autres chocs dans l'habitacle ;
- la personne peut être éjectée sur la chaussée ou le bas côté, et donc subir des traumatismes secondaires (la mortalité d'une victime éjectée est multipliée par dix).

#### Le passager porte une ceinture
La ceinture permet le couplage de l'occupant avec le siège. Il s'exerce donc une force de la ceinture contre le passager (c'est cette force qui le retient), et qui peut occasionner un traumatisme typique dit « traumatisme de ceinture » : brûlure sur le trajet de la ceinture, notamment en travers de la poitrine, traumatisme de la clavicule et des côtes.
Si un objet dur se trouve entre la ceinture et le passager (par exemple un objet dans la poche, la ceinture passant sur cet objet), ce point dur peut provoquer un traumatisme spécifique.
La décélération, si elle est importante, peut provoquer une rupture ou une désinsertion des organes internes, avec hémorragie interne, ainsi qu'un traumatisme des vertèbres cervicales (flexion du cou).
Si la ceinture est mal réglée, ou si la décélération est suffisamment importante pour distendre la ceinture ou pour provoquer une rupture des points d'attache du siège, le conducteur ou le passager avant peut percuter le haut du pare-brise ou le volant.

#### Dans tous les cas
Si un objet se trouve sur la plage arrière du véhicule, il est projeté et peut provoquer des traumatismes aux occupants.